# Nagurus sundaicus
Nagurus sundaicus är en kräftdjursart som först beskrevs av Dollfus 1907.  Nagurus sundaicus ingår i släktet Nagurus och familjen Trachelipodidae. Inga underarter finns listade i Catalogue of Life.